# Marie-Marthe Chambon
Marie-Marthe Chambon, född 6 mars 1841 i Chambéry, död där 21 mars 1907, var en fransk nunna och mystiker. Hon förklarades som Guds tjänare år 1937.
Vid 21 års ålder inträdde hon i Marie Besöks-orden i Chambéry. Med början år 1866 hade hon en rad uppenbarelser av Jesus, som bad henne att kontemplera över hans sår och förena hennes eget lidande med hans. Hon formulerade en särskild bön för detta: "Evige Fader, jag offrar åt Dig vår Herres Jesu Kristi sår för att de ska hela våra själars sår."